# Hiperfosfatemija
Hiperfosfatemija je zvišana koncentracija fosfatov v krvi. O njej govorimo, ko serumska koncentracija fosfata (PO4) preseže vrednost 4,5 mg/dl oziroma 1,46 mmol/l.

## Vzroki
Hiperfosfatemija je nasplošno posledica zmanjšanega izločanja fosfatov skozi ledvice. Vzroki so lahko ledvična odpoved, hipoparatiroidizem, psevdohipoparatiroidizem ter presnovna ali respiratorna acidoza. Pojavi se lahko tudi pri prekomernem vnosu fosfatov ali prekomarni uporabi bljuval (emetikov), ki vsebujejo fosfate. Drugi možni vzroki so še zastrupitev z vitaminom D, huda hipomagnezemija, tumorska kalcinoza, rabdomioliza, premik fosfatov iz znotrajcelične v zunacelično tekočino, mlečnoalkalijski sindrom, tumorska liza ali akutna hemoliza.

## Zdravljenje
Pri ledvični odpovedi se omeji vnos fosfatov. To pomeni izogibanje hrani, bogati s fosfati, ter med obroki aplikacijo zdravil, ki nase vežejo fosfate.

## Znaki in simptomi
Večina bolnikov ne kaže simptomov. Pojavijo se lahko simptomi, povezani s hipokalcemijo (mišični krči, tetanične kontrakcije, omrtvičenost ali mravljičenje v predelu okoli ust). Drugi simptomi so še bolečine v kosteh in sklepih, srbenje in izpuščaj. Pogosteje bolniki občutijo simptome, ki so posledica osnovne bolezni; to so predvsem uremični simptomi, kot so utrujenost, zadihanost, neješčnost, slabost, bruhanje in motnje spanja.